# Gróh Gyula

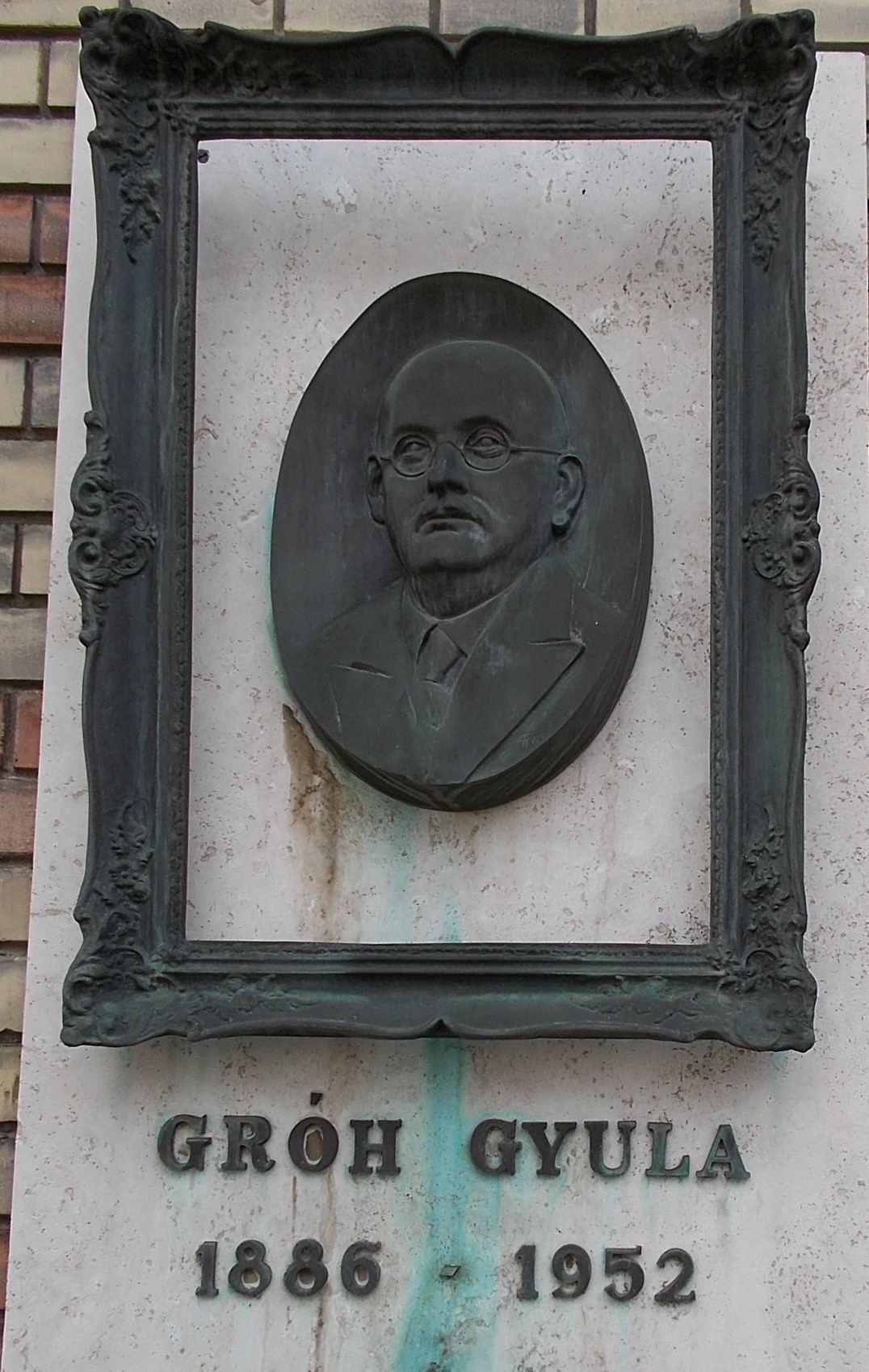
Gróh Gyula dr. domborműves emléktábla (Fekete Tamás, 1986, az Állatorvos-tudományi Egyetem (ÁTE), "C" épület, Kémiai Tanszék, Urbányi László szárny falán

Gróh Gyula (Esztergom, 1886. január 16. – Budapest, 1952. február 23.) magyar kémikus, fizikokémikus, egyetemi tanár, a Magyar Tudományos Akadémia rendes tagja. Jelentős tudományos eredményeket ért el a szerves és szervetlen molekulaszerkezetek reakciókinetikájának radiokémiai és spektroszkópiai vizsgálata terén. 1917-től 1950-ig volt különböző felsőoktatási tanintézetekben az általános kémia főiskolai, illetve egyetemi tanára. 1945-től 1948-ig a Királyi Magyar Természettudományi Társulat elnöke.
Gróh István (1867–1936) iparművész, művészetkritikus és Gróh József (1883–1969) jogász, politikus öccse. Német nyelvű publikációit Julius Gróh néven jegyezte.

## Életútja
Alapiskoláit a kassai és rozsnyói premontreieknél végezte. Tizennégy éves korában elárvult, s felkerült a fővárosba, ahol vegyészetet tanult a Magyar Királyi Állami Felső Ipariskola technológiai intézetében. 1904-ben az esztergomi bencés gimnáziumban leérettségizett, és beiratkozott a Budapesti Tudományegyetemre, egyúttal 1906-ig a Központi Szőlészeti Kísérleti Állomás és Ampelológiai Intézet napidíjasaként tartotta fenn magát. 1906-ban Tangl Ferenc maga mellé vette asszisztensnek a Magyar Királyi Állatorvosi Főiskola állatélettani intézetébe. Gróh 1908-ban szerezte meg bölcsészdoktori oklevelét.
1909-től 1913-ig a Tangl Ferenc által irányított Magyar Királyi Állatélettani és Takarmányozási Kísérleti Állomás segédvegyészeként dolgozott. Időközben 1911-ben Walther Hermann Nernst berlini fizikokémiai intézetében volt vendéghallgató, s egyúttal biokémiai kutatásokat is végzett. 1914-ben a karlsruhei műszaki főiskolán folytatott fotokémiai vizsgálatokat. 
Hazatérést követően, 1914-ben kinevezték a Magyar Királyi Állatorvosi Főiskola vegytani tanszékére segédtanárnak. 1917-ben a vegytan nyilvános rendes főiskolai tanárává lépett elő, s 1934-ig vezette a tanszéki munkát. Ezzel párhuzamosan 1922-ben habilitált a budapesti Pázmány Péter Tudományegyetemen, s a kémiai mechanika előadója lett. 1934 után, az állatorvosi főiskola műegyetemi integrációját követően, a József Nádor Műszaki és Gazdaságtudományi Egyetemen folytatta az oktatómunkát az általános kémia nyilvános rendes egyetemi tanáraként. 1936-ban átvette a Pázmány Péter Tudományegyetem, ahol a Buchböck Gusztáv halálával megüresedett III. számú kísérleti és fizikai kémiai tanszék vezetője lett. 1938-tól 1950-ig az általános kémia tanszékvezető nyilvános rendes egyetemi tanára volt, ezzel párhuzamosan 1937-től 1950-ig igazgatóként vezette az egyetemen általa szervezett általános kémiai és radiológiai intézetet. 1950-ben nyugdíjazták, ezt követően az Országos Gabona- és Lisztkísérleti Állomáson dolgozott egészsége megrendüléséig, 1951 őszéig.

## Munkássága
Fő kutatási területe a fizikai kémia, azon belül a reakciókinetika és a radiokémia volt. 1915 és 1922 között Hevesy Györggyel a világon elsőként alkalmazták a radioaktív nyomjelzés módszerét a szilárd és olvasztott ólom öndiffúziós sebességének mérésére. Jelentős eredményeket ért el az acetaldehid oxidációs sebességének mérése, a jód reakciókinetikai vizsgálata terén, emellett Magyarországon elsőként foglalkozott a molekulák kémiai szerkezetének meghatározására alkalmas Raman-spektroszkópiával (1931).
Munkásságának másik jelentős vonulatát fizikai megközelítésű biokémiai kutatásai alkották. Többek között spektroszkópiai módszerekkel behatóan tanulmányozta a gabonafehérjék kémiai szerkezetét, reakciókinetikai és szolvatációs tulajdonságait, a vérszérum fehérjéinek abszorpciós színképét. Leírta a fehérjék fémkomplexeit, kidolgozta az aminosavak mikrobiológiai racemizációjának meghatározási módszerét.
1946-ban az ő kezdeményezésére indult meg az okleveles vegyészek egyetemi képzése. Tankönyvírói munkássága szintén jelentős volt. Az első ízben 1918-ban megjelent Általános kémia című összefoglalója 1955-ig tíz kiadást ért meg, ezenkívül Olaszországban 1928 és 1945 között négy ízben jelent meg, de 1923-ban németül, később törökül is kiadták. Szerves kémiai áttekintése 1919 és 1957 között, szervetlen kémiai monográfiája pedig 1920 és 1949 között hét-hét kiadást ért meg. Könyvei mellett száznál több tanulmánya, szakcikke jelent meg. 1940-től 1948-ig szerkesztette a Kémikusok Lapja című szakfolyóiratot.

### Társasági tagságai és elismerései
1925-ben a Magyar Tudományos Akadémia levelező, 1936-ban rendes tagjává választották. Az Akadémia 1949. évi átszervezésekor tanácskozó taggá minősítették, s rendes tagságát csak 1989-ben posztumusz állították vissza. 1918-tól rendes tagja volt a Szent István Akadémiának, 1945-től 1947-ig a Magyar Természettudományi Akadémiának.
Vezető tisztségeket töltött be több hazai tudományos egyesületben is. 1923-tól 1932-ig az alelnöki munkát látta el a Királyi Magyar Természettudományi Társulat kémiai–ásványtani szakosztályában, 1945-től 1948-ig pedig a társulat elnöke volt. 1940–1942-ben alelnöke, 1942-től 1948-ig elnöke volt a Magyar Kémikusok Egyesületének. A nemzetközileg is elismert tudóst 1920-ban a Német Kémiai Társaság rendkívüli, 1947-ben a londoni Királyi Kémiai Társaság rendes tagjává választották.

### Főbb művei
- Chemiai laboratóriumi munkák jegyzőkönyve: A budapesti m. kir. állatorvosi főiskola hallgatói részére. Esztergom: Buzárovits ny. 1916.
- Általános kémia: Főiskolai és egyetemi hallgatók részére. Budapest: Kilián. 1918.  
  - Kurzes Lehrbuch der allgemeinen Chemie. Berlin: Springer. 1923.
- Organikus chemia: A szénvegyületek rövid áttekintése főiskolai és egyetemi hallgatók részére. Budapest: Németh. 1919.
- Anorganikus chemia: Főiskolai és egyetemi hallgatók részére. Budapest: Németh. 1920.
- Atómrombolás, elemátalakítás. Budapest: Természettudományi Társulat. 1935.
- Fizikai kémia. Budapest: Franklin ny. 1940.   (Erdey-Grúz Tiborral, Náray-Szabó Istvánnal és Schay Gézával)
- Bepillantás a kémiába. Budapest: Népszava. 1948.